# ホ・ソンウク
ホ・ソンウク（朝鮮語: 허성욱、1962年 - 1997年）は、大韓民国のミュージシャン。
フォークロックバンド『野菊（トゥルグックァ、둘국화）』のキーボード奏者であり、バンド名を決める際にホが『野菊』というブランド名のガムを噛んでいたことからバンド名の由来ともなった。

## 『野菊』での活動以後の音楽活動
『野菊』の解散後、チョン・イングォンとともに「1979-1987 思い出の野菊」というギター中心のアルバムを出した。 
1997年、カナダで交通事故により31歳で死去した。

## 学歴
- 秋溪芸術大学校 ピアノ学科 卒業

## ウェブリンク
- maniadb